# Stelis permaculata
Stelis permaculata är en biart som beskrevs av Cockerell 1898. Stelis permaculata ingår i släktet pansarbin och familjen buksamlarbin. Inga underarter finns listade.

## Beskrivning
Ett solitärt bi med svart grundfärg och med små, beige markeringar på huvud och bakkropp. En helt liten art med en kroppslängd på 5 mm.

## Ekologi
Flygtiden varar från augusti till september, under vilken arten besöker korgblommiga växter som astrar, binkor, rudbeckior och gullrissläktet.
Stelis permaculata är kleptoparasitisk; honan tränger in i bon av väggbiet Heriades carinatus och lägger sina ägg där. Som hos alla pansarbin dödar larven värdartens ägg eller larv och lever sedan av matförrådet.

## Utbredning
Arten finns i USA, där den förekommer från Illinois till Virginia.